# 葛振
葛振（1987年6月23日—），是一名中国足球运动员，司职边后卫。

## 俱乐部生涯
2005年，葛振在安徽九方开始职业足球生涯，参加中国足球乙级联赛，并在2007年以联赛季军的成绩升级到中甲联赛。他代表安徽九方在中甲联赛总共出场65次，进球7个。
2011年1月，安徽九方解散后，葛振加盟另一支中甲球队广东日之泉。 他在日之泉两个赛季里联赛出场35次，没有进球。
2013年1月，葛振自由转会到上海申鑫。 他受到球队主教练朱炯的赞赏，并很快占据球队的主力位置。2013年3月8日，他在中超第一轮上海申鑫客场1比5不敌广州恒大的比赛首发登场，首次在中超联赛亮相。他在2013赛季中超联赛一共出场26次。
2015年1月，杭州绿城通过官方微博宣布葛振加盟球队。
2018年1月，葛振以自由球员身分加盟深圳佳兆业。